# Мили Меджлис (Азербайджан)
Мили Меджлис (на азербайджански: Azərbaycan Respublikasının Milli Məclisi) е еднокамарният парламент на Азербайджан. Създаден е на 28 май 1918 г., когато Азербайджан обявява своята независимост.

## История
Мили Меджлис е създаден на базата на съгласуване в помирителната комисия на Върховния съвет на Азебайджан на 26 ноември 1991. Първите парламентарни избори в историята на независим Азербайджан се провеждат през 1995 година. Мнозинството от гласовете е получено от Гейдар Алиев и партия „Нов Азербайджан“ (62%).

## Функции и правомощия
Държавната власт на Република Азербайджан се основава на принципа на разделение на властите. В съответствие с Конституцията, изпълнителната власт принадлежи на президента на Република Азербайджан. Законодателната власт се упражнява от парламента на Република Азербайджан – Мили Меджлисът.
Мили Меджлисът на Азербайджанската република се състои от 125 членове. Депутатите се избират с мнозинство чрез всеобщо, равно и пряко избирателно право, както и чрез лично и тайно гласуване. Изборите се провеждат на всеки пет години, в първата неделя на ноември. Всеки гражданин на Република Азербайджан, който не е по-млад от 25 години, може да бъде избиран за депутат. За депутати не се избират лица с двойно гражданство, длъжностни лица от изпълнителната и съдебната власт, участващи в други платени дейности, с изключение на научна, педагогическа и творческа дейност. Също така лица, осъдени за тежки престъпления и изтърпяващи присъда в затвора и религиозни лидери, чиято вина е потвърдена от съда.

## Резултати от последните избори
На 7 ноември 2010 за Народно събрание на Азербайджан гласуват 50,14% (2 480 205) от имащите право на глас. Кандидатите за народни представители са 690. Повечето от депутатите са от пропрезидентстката партия „Нов Азербайджан“ или са безпартийни.
| Партия                        | Брой депутати | Δ (в сравнение с изборите през 2005 г.) |
| ----------------------------- | ------------- | --------------------------------------- |
| Нов Азербайджан               | 74            | ▲13                                     |
| Партия гражданска солидарност | 3             | ▬                                       |
| Партия Родина                 | 2             | ▬                                       |
| Безпартийни кандидати         | 38            | ▼5                                      |
| Граждански движения           | 8             | ▲5                                      |

В страната има повече от 30 политически партии и движения. Основните от тях са: „Нов Азербайджан“, „Национална независимост на Азербайджан“, „Мусават“, „Народен фронт на Азербайджан“, „Либерална партия на Азербайджан“, „Азербайджанска социалдемократическа партия“, „Демократическата партия на Азербайджан“.

#### Партия ”Нов Азербайджан”[4]
| Лидери       | Гейдар Алиев (до 31 октомври 2003), Илхам Алиев (от март 2005)                     |
| Основана     | 18 декември 1992                                                                   |
| Идеология    | Азербайджански национализъм, либерална, консерватизъм, социална пазарна икономика. |
| Брой членове | 518 000 (в края на 2009)                                                           |

## Ръководство
Председател на Народното събрание на Република Азербайджан, избран на 29 ноември 2010 е Октай Сабир Асадов.

## Комисии
1. Комисия по правна политика – водеща в развитието и прилагането на правната политика на държавата, както и създаването на проекти за закони и решения, свързани с изграждането на държавата.
2. Комисията по сигурност и отбрана – водеща за закони и решения, свързани с националната сигурност и отбраната.
3. Комисия по икономическа политика – водеща в разработването и изпълнението на публичните финанси и фискална политика, в икономическата политика, както и по проекти за закони и решения, свързани с одобряването и изпълнението на държавния бюджет.
4. Комисия по природни ресурси, енергия и околна среда – водеща в областта на опазването на околната среда, природните ресурси и енергия.
5. Комисия по селскостопанска политика – водеща в разработването и изпълнението на селскостопанската политика на правителството.
6. Комисия по регионална политика – водеща в разработване и прилагане на публичните политики, свързани с местната власт.
7. Комисия по социална политика – водеща в разработване и изпълнение на държавната социална политика.
8. Комисия по образование и наука – водеща в разработване и провеждане на държавната политика в областта на науката и образованието.
9. Комисия по култура – водеща в разработване и прилагане на държавната политика в областта на културата и опазването на културните ценности.
10. Комисия по международни и между парламентарни връзки – водеща в разработване и прилагане на външната политика на Република Азербайджан.
11. Комисия по човешките права – водеща в разработване и провеждане на държавната политика в областта на защита на човешките права и свободи.[5]